# ام‌اس استونی
ام‌اس استونی (به استونیایی: M/S Estonia) یک کشتی ساخت ۱۹۸۰ مِیِر وِرفت، کارخانهٔ کشتی‌سازی آلمانی با طول ۱۵۵٫۴۳ متر (۵۰۹ فوت ۱۱ اینچ) و وزن ۱۶٬۰۰۰ تن بود. این کشتی توسط شرکت حمل و نقل سوئدی-استونیاییِ اِست‌لاین اداره می‌شد و بزرگترین کشتی استونی پس از استقلال از شوروی در ۱۹۹۱ بود. ام‌اس استونی در ۲۸ سپتامبر ۱۹۹۴ در یکی از مرگ‌بارترین سانحه‌های دریایی قرن بیستم در دریای بالتیک غرق شد و ۸۵۲ نفر جان خود را از دست دادند.

## غرق شدن
سانحه ام‌اس استونی روز چهارشنبه، ۲۸ سپتامبر ۱۹۹۴، حدود ساعت ۰۰:۵۵ تا ۰۱:۵۰ در هنگام عبور کشتی از دریای بالتیک، از مسیر تالین استونی، به استکهلم سوئد رخ داد. کشتی با ۹۸۹ مسافر در ساعت ۱۸:۳۰ روز ۲۷ سپتامبر حرکت کرده و قرار بود در صبح روز بعد حدود ساعت ۰۹:۳۰ به استکهلم بازگردد. براساس گزارش نهایی، سانحه به دلیل هوای طوفانی و مشکلی که در سیستم قفل دماغه کشتی رخ داده‌بود، غرق شد. برای ورود و خروج وسایل نقلیه در بندر، رول آن/رول آف، به نوک باز شوندهٔ کشتی وصل می‌شده که در طول سفر قفل بوده‌است. با بازشدن آن آب به بدنهٔ کشتی راه پیدا کرد و غرق شد.

## ادعاهای مربوط به ارتباط نظامی
نظریه‌های آلترناتیو در مورد علت غرق شدن وجود دارد. روزنامه‌نگاری آلمانی، یوتا رابه از مجله نیو استیتسمن اظهار داشت که آزمایش‌ها روی سینهٔ کشتی اثری از یک انفجار عمدی را نشان می‌دهد، که به گفته آنها توسط دولت سوئد، انگلیس و روسیه برای پوشاندن اطلاعات در مورد قاچاق سخت‌افزار نظامی از طریق کشتی غیرنظامی بوده‌است. اعضای کمیسیون تحقیقات تصادفات مشترک این ادعاها را تکذیب کرده و گفتند که خسارت در هنگام جدا شدن رویه از کشتی رخ داده‌است. انیستیتوی آمریکایی برای محافظت نتایج حاصل از انستیتوی فدرال تحقیقات و آزمایش مواد آلمان را منتشر کرد، که نشان داد نمونه‌های یوتا رابه انفجار را نشان نداده‌است.
در پاییز سال ۲۰۰۴، یک افسر گمرک سابق سوئد در تلویزیون اسواریه ادعا کرد که استونی در سپتامبر ۱۹۹۴ برای حمل و نقل تجهیزات نظامی استفاده شده‌است. دولت سوئد و استونی پس از آن تحقیقات جداگانه‌ای را آغاز و تأیید به تجهیزات نظامی غیرانفجاری در ۱۴ و ۲۰ سپتامبر ۱۹۹۴ در کشتی کردند. بر اساس وزارت دفاع سوئد، هیچ گونه از چنان تجهیزات نظامی در روز فاجعه سوار بر کشتی نبوده‌است؛ و تحقیقات شرکت گمرک سوئد نیز هیچ گزارشی از فعالیت غیرعادی در روزهای فاجعه دریافت نکرده‌است.
در ۲۸ سپتامبر ۲۰۲۰ مستندی سوئدی برای اولین بار فیلمی از لاشهٔ کشتی منتشر کرد که نشان از سوراخی ۴ متری در بدنه کشتی دارد. این امر نخست‌وزیر و وزیر امور خارجه استونی را بر آن داشت تا با همتایان سوئدی و فنلاندی خود ملاقات کرده و تحقیقات فنی جدیدی را به راه اندازند.

## محافظت از لاشه کشتی
در پی این فاجعه، بسیاری از بستگان قربانیان خواستار بیرون آوردن کل کشتی برای به خاک سپردن جسدها و بررسی علت فاجعه شدند. دولت سوئد با استناد به مشکلات عملی و پیامدهای اخلاقی در مورد بالا بردن اجساد پوسیده از کف دریا و بار مالی برای کشیدن لاشه به سطح دریا با این کار مخالفت کرد و هزاران تن سنگ‌ریزه در محل ریخته شد. به موجب موافقتنامه استونی ۱۹۹۵، بین سوئد، فنلاند، استونی، لتونی، لهستان، دانمارک، روسیه و انگلیس، محل این سایت محرمانه است و شهروندان آنها حتی از نزدیک شدن به محل غرق شدن منع شده‌اند. این پیمان فقط برای شهروندان کشورهای امضاء کننده، الزام‌آور است. حداقل دو بار عملیات غواصی توسط نیروی دریایی سوئد در اطراف سایت کشف شده‌است. محل کشتی توسط نیروی دریایی فنلاند با رادار کنترل می‌شود.

## توضیحات
1. ↑  Meyer Werft
2. ↑  Estline
3. ↑  Jutta Rabe
4. ↑  Sveriges Television